# Трактотомия
Стереотаксическая субкаудальная трактотомия — нейрохирургическая операция, представляющая собой стереотаксическую модификацию метода «орбитальных зарубок», разработана Джеффри Найтом в Великобритании. Она проводится под общим обезболиванием и предусматривает рассечение нервных волокон, соединяющих орбитальную кору с подкорковыми и лимбическими отделами мозга (например, таламус, базальные ганглии, миндалевидные тела). Деструкция производится в белом веществе безымянной субстанции, ниже головки хвостатого ядра. Обычно для этого используются стержни из радиоактивного иттрия-90, которые вводятся с помощью аппаратуры для стереотаксических вмешательств. Эта операция показана при лечении депрессии, обсессивно-компульсивного расстройства, тревожных расстройств и хронического болевого синдрома.